# Helietta cubensis
Helietta cubensis är en vinruteväxtart som beskrevs av Monachino & Moldenke. Helietta cubensis ingår i släktet Helietta och familjen vinruteväxter. Inga underarter finns listade i Catalogue of Life.